# Onthophagus khonkaenus
Onthophagus khonkaenus là một loài bọ cánh cứng trong họ Bọ hung (Scarabaeidae).